# Авл Клавдий Харакс
Авл Клавдий Харакс (лат. Aulus Claudius Charax) — римский государственный деятель первой половины II века.
Харакс происходил из малоазиатского города Пергам. Его когномен, по всей видимости, происходит от названия столицы небольшого государства Харакена на берегу Персидского залива Спасину Харакс. В правление императора Адриана Харакс исполнял обязанности куратора Латинской дороги.
Его успешная карьера при преемнике Адриана — Антонине Пие объясняется тем, что Харакс был с ним хорошо знаком. Знакомство произошло ещё тогда, когда Антонин не был императором и находился в Малой Азии, где занимал должность проконсула. При нём Харакс был квестором Сицилии, а затем принимал участие в кампании Квинта Лоллия Урбика в Южной Шотландии в качестве легата II Августова легиона. Назначение на эту должность Харакса, который не являлся человеком военным в принципе, историк Дэвид Бриз связывают именно с тем, что он был приближен к императору. Венцом карьеры Харакса стало его назначение на должность консула-суффекта вместе с Квинтом Фуфицием Корнутом. Предположительно, Харакс был жив ещё в правление Марка Аврелия.
Кроме того, Авл Клавдий Харакс был известным историком своего времени. Византийский словарь Суда называет его «жрецом и философом». Он является автором «Греческой истории» (греч. Ελληνικά) примерно в 40 книгах. От этого труда осталось несколько отрывков. «Греческая история» была посвящена греческой истории, а также географии эллинистических стран, в частности тех, которые располагались в регионе Чёрного моря. Другой работой Харакса является «Римская история» в 12 книгах (греч. Ίταλικά), доведенная до эпохи правления Нерона и его преемников. Обе эти работы были позднее обобщены Стефаном Византийским в одном труде «Хроника» (греч. Χρονικα).